# Klasyczny język chiński

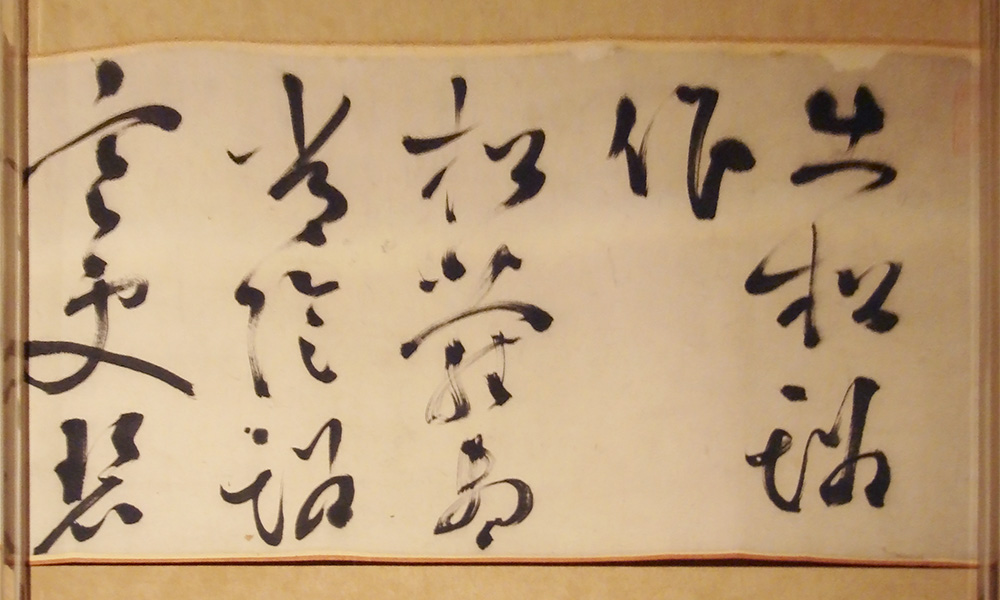
Klasyczny poemat chiński

Klasyczny język chiński (chiń. trad. 文言; pinyin wényán) – język używany do początku XX wieku w piśmiennictwie chińskim, a także japońskim, wietnamskim i koreańskim. Od współczesnego języka różni się gramatyką i przewagą jednosylabowych słów (we współczesnym chińskim większość słów jest dwusylabowa, choć występują także słowa jednosylabowe, oraz trzy- a nawet czterosylabowe). W zakresie typologii klasyczny język chiński uchodzi za sztandarowy przykład języka izolującego.
Wenyan jest oparty na języku starożytnej literatury chińskiej, głównie tekstów pochodzących z czasów dynastii Han (ten język określany jest po chińsku mianem 古文 gǔwén). Ze względu na ewolucję fonologii mówionego chińskiego, która doprowadziła do powstania ogromnej ilości homofonów, język klasyczny stopniowo stał się praktycznie niezrozumiały w formie mówionej, był jednak nadal używany w piśmie bez większych zmian.
Na początku XX wieku chińscy pisarze, z Lu Xunem na czele, zrezygnowali z języka klasycznego na rzecz tzw. baihua, stylu naśladującego mowę potoczną, stosowanego wcześniej w chińskich powieściach począwszy od dynastii Ming. W innych krajach zarzucono wenyan na rzecz języków narodowych.
Język klasyczny jest w Chinach przedmiotem nauczania między innymi w szkołach średnich i na uniwersytetach. Jego rolę w kulturze z grubsza można przyrównać do łaciny w Europie, bo 1) wpływa na język potoczny (między innymi zachował się w wielu wyrażeniach idiomatycznych); 2) w nim napisane są między innymi fundamentalne dzieła chińskiej kultury, a także nekrologi oraz motta w świątyniach i pałacach; 3) na co dzień jest niemal nieużywany.
Podobnie jak powstała Wikipedia łacińskojęzyczna, w 2006 roku uruchomiono również Wikipedię w klasycznym chińskim. Obie są jednak stosunkowo niewielkie. Pod koniec lipca 2008 roku Wikipedia łacińskojęzyczna liczyła 21,5 tysiąca haseł, a klasyczna chińska – nieco ponad 2100.